# Opel 10/18 PS
L'Opel 10/18 PS est une voiture de la catégorie luxueuse construite par Adam Opel KG de 1907 jusque début 1910 pour succéder aux modèles 12/14 PS et 14 PS.

## Historique et technologie
La nouvelle 10/18 PS se situe entre les deux modèles précédents en termes de taille.
Le moteur était un moteur quatre cylindres d'une cylindrée de 2 545 cm³ (alésage × course = 90 mm × 100 mm), qui produisait 18 ch (13,3 kW) à 1 600 tr/min. Le moteur à commande latérale était refroidi par eau et la circulation du liquide de refroidissement était assurée par une pompe centrifuge. La puissance du moteur était transmise à l'essieu arrière via un embrayage à cône en métal, une boîte de vitesses manuelle à trois vitesses et un arbre à cardan.
Le cadre était constitué de profilés en U en acier. Les deux essieux rigides étaient suspendus sur des ressorts à lames semi-elliptiques. Le frein de service agissait sur l’arbre de sortie de la transmission. Le frein à main a été conçu comme un frein à tambours agissant sur les roues arrière.
Il y avait quatre styles de carrosserie, une voiture de tourisme à quatre places, une berline quatre portes, un landaulet deux portes et un coupé deux portes. La variante la moins chère (la voiture de tourisme), coûtait 8 500 Reichsmark.
Début 1910, la construction de la 10/18 PS est arrêtée, la successeur était le modèle 10/20 PS, plus grand.